# Philodendron ecordatum
Philodendron ecordatum är en kallaväxtart som beskrevs av Heinrich Wilhelm Schott. Philodendron ecordatum ingår i släktet Philodendron och familjen kallaväxter. Inga underarter finns listade.